# Valdas Ivanauskas
Valdas Ivanauskas (Kaunas, 31 de julho de 1966) é um ex-futebolista e treinador de futebol lituano que atuava como atacante. Atualmente está sem clube.
Nos tempos de URSS, seu nome era russificado para Valdas-Augustinas Vatslavich Ivanauskas (Вальдас-Аугустинас Вацлавич Иванаускас, em russo).

## Destaque no Hamburgo
Tendo iniciado a carreira em 1984]], no Žalgiris, Ivanauskas se destacou com a camisa do Hamburgo, onde jogou entre 1993 e 1997.  Seus bons desempenhos por CSKA Moscou, Lokomotiv Moscou e Áustria Viena levaram o HSV a contratar o atacante em 1993. Foi eleito o melhor jogador lituano em 1990, 1991, 1993 e 1994.
Sua carreira entrou em queda livre após deixar o Hamburgo ao fim da temporada 1996–97. Retornou à Áustria para defender o Austria Salzburg. Jogou mais 3 temporadas em clubes pequenos da Alemanha - 2 pelo Wilhelmshaven e uma pelo Cloppenburg, onde se aposentou em 2002, aos 35 anos.

## Pós-aposentadoria

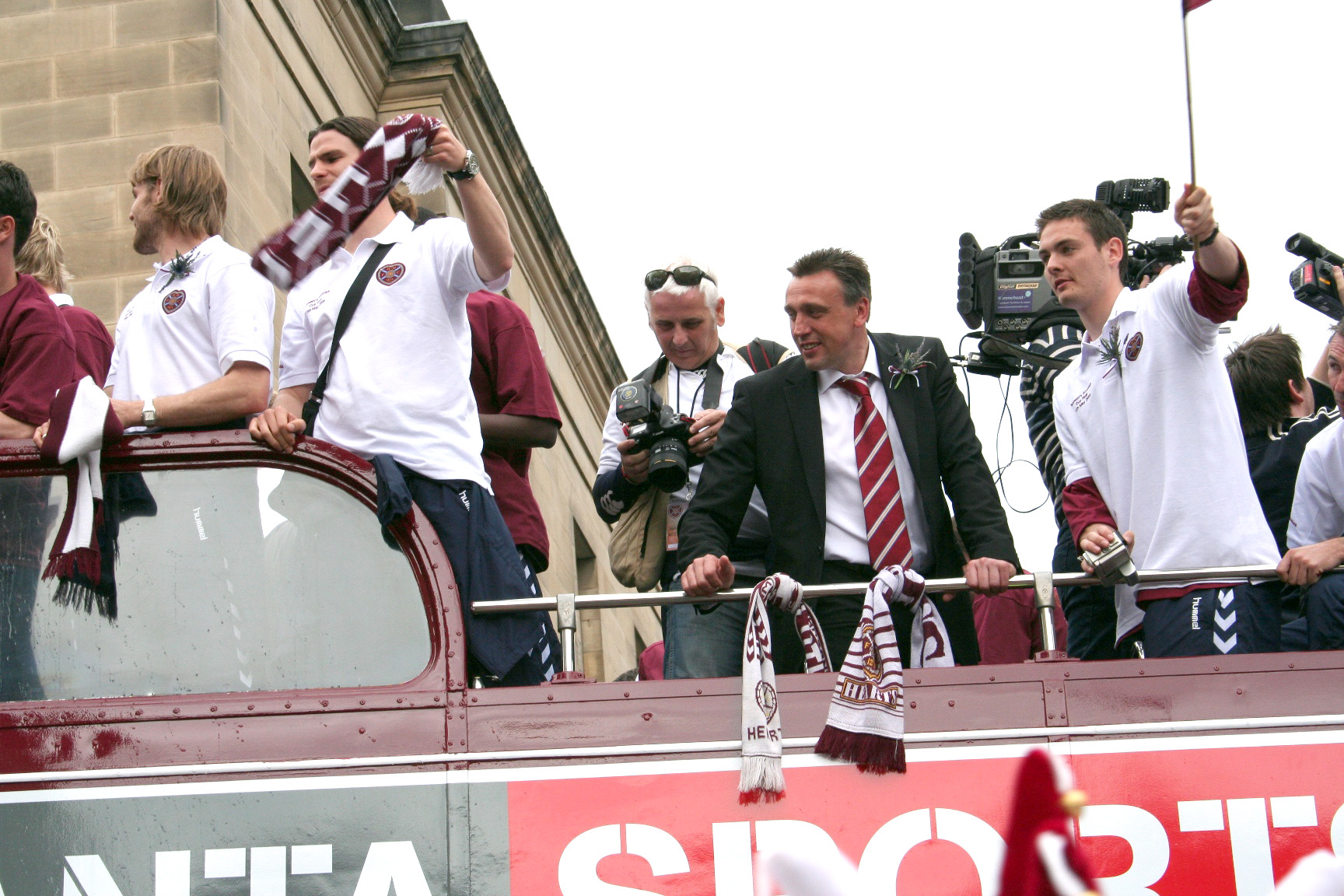
Ivanauskas (de terno e gravata) celebra o título da Copa da Escócia com a equipe do Hearts em 2006.

Após deixar os gramados, Ivanauskas continuou ligado ao futebol, assinando contrato como auxiliar-técnico da Lituânia no ano de 2003. Exerceu a função por um ano.
Em 2004, o ex-atacante estreou como treinador pelo FBK Kaunas. Comandou também Heart of Midlothian, Carl Zeiss Jena, Banga Gargždai, Standard Sumgayit, Šiauliai, REO Vilnius, Dila Fori, SKA-Khabarovsk, Luch-Energiya e Zagłębie Sosnowiec, além das seleções Sub-18 e Sub-21 da Lituânia e ter sido diretor esportivo do Dinamo Brest entre 2017 e 2018.
Em agosto de 2021, assumiu o comando da seleção lituana principal, substituindo Valdas Urbonas. Sob seu comando, foram apenas 2 vitórias, um empate e 10 derrotas, desempenho que causou sua demissão em junho de 2022.

## Carreira internacional
Ivanauskas estreou com a camisa da União Soviética em 1988. Com a independência da Lituânia em março de 1990, perdeu a chance de disputar a Copa do Mundo após ter feito sua estreia pela seleção nacional em maio do mesmo ano, contra a Geórgia. Seguiu jogando por seu país até 1998, encerrando a carreira internacional com 28 partidas disputadas e 8 gols marcados. Ainda pela URSS, disputou o Campeonato Mundial de Futebol Sub-20 de 1985.

## Títulos

### Como jogador
Austria Wien
- Campeonato Austríaco: 1990–91, 1991–92, 1992–93
- Copa da Áustria: 1991–92, 1992–93

Seleção Lituana
- Copa Báltica: 1994

### Como treinador
FBK Kaunas
- A Lyga: 2004
- Copa da Lituânia: 2004

Heart of Midlothian
- Copa da Escócia: 2005–06